# Annette Dobmeier
Annette Dobmeier, född den 10 februari 1968 i Tauberbischofsheim, Tyskland, är en tysk fäktare som tog OS-silver i damernas lagtävling i florett i samband med de olympiska fäktningstävlingarna 1992 i Barcelona.